# Mesoclemmys perplexa
Mesoclemmys perplexa is een schildpad uit de familie slangenhalsschildpadden (Chelidae). 

## Naam en indeling
De wetenschappelijke naam van de soort werd voor het eerst voorgesteld door Roger Bour en Hussam Zaher in 2005. Later werd de wetenschappelijke naam Phrynops (Mesoclemmys) hogei gebruikt.
De soortaanduiding perplexa komt uit het Latijn en betekent vrij vertaald 'verwarrend'; deze naam slaat deels op het park waar het dier is gevonden (Serra das Confusões) maar ook op de ingewikkelde verwantschappen binnen het geslacht van de kikkerkopschildpadden.

## Uiterlijke kenmerken
De schildpad kan voor zover bekend een schildlengte bereiken van ongeveer 19,4 centimeter. De schilden aan het rugschild hebben een ringstructuur en straalsgewijze strepen. Het buikschild is smal en kort, de kleur is geel met een centrale, symmetrische bruine vlek op het midden van het buikschild. De plastronformule is als volgt: intergul > abd > an > fem > hum > pect.
De kop eindigt in een spitse maar korte snuit. Onder de kin zijn twee kleine, korte baarddraden aanwezig. Aan de nek zijn vele kleine en ronde uitsteekseltjes aanwezig die relatief kort zijn. De kleur van het rugschild is bruin, de kop, poten en staart hebben een grijze kleur.

## Verspreiding en habitat
De soort komt voor in delen van Zuid-Amerika en leeft endemisch in Brazilië. De soort is hier aangetroffen in de deelstaten Ceará en Piauí. In deze laatste staat werd door Bour en Zaher het holotype aangetroffen in Nationaal park Serra das Confusões. De habitat van de gevonden exemplaren bestond deels uit langdurig gevulde waterpoelen maar de habitat en ecologie van de schildpad is nog niet goed bestudeerd. 

## Levenswijze
Over de ecologie en de levenswijze is nog vrijwel niets bekend.